# Mekong Hotel
Pour plus de détails, voir Fiche technique et Distribution.
Mekong Hotel est un moyen métrage britannico-thaïlandais mêlant documentaire et fiction, réalisé par Apichatpong Weerasethakul en 2012.

## Synopsis
Dans un hôtel surplombant le Mékong, à Nong Khai, dans la frontière entre la Thaïlande et le Laos, le cinéaste Apichatpong Weerasethakul et son équipe travaille sur un film intitulé Ecstasy Garden. Entre documentaire et fiction, nous assistons aux répétitions du film qui raconte la rencontre dans une terrasse d'hôtel au bord du fleuve Mékong entre Phon, une jeune fille, et Tong, un jeune garçon. La jeune fille apprend l'existence d'un "pob", un fantôme cannibale, et que sa mère Tante Jen en est un. La relation avec les deux parentes va peu à peu changer.

## Fiche technique
- Titre original : Mekong Hotel
- Réalisation et production : Apichatpong Weerasethakul
- Musique : Chai Bhatana
- Sociétés de production : Illuminations Films, Kick the Machine Films, en association avec Arte France et avec la participation de The Match Factory
- Pays d'origine :  Royaume-Uni,  Thaïlande
- Langue originale : Thaï
- Format : Couleur - DCP - Dolby Digital
- Genre : Documentaire, drame, fantastique
- Durée : 56 minutes
- Dates de sortie
  -  France : 18 mai 2012 (Festival de Cannes)[6]
  -  France : 10 décembre 2012 (première diffusion sur Arte)
- Sortie DVD : 4 février 2014 (édité chez Jour2Fête)

## Distribution
- Jenjira Pongpas : Elle-même / Tante Jen / Le "phi pop" mangeur d'entrailles
- Maiyatan Techaparn : Elle-même / Phon
- Sakda Kaewbuadee : Lui-même / Tong
- Chai Bhatana : Lui-même, guitariste
- Chatchai Suban : Lui-même
- Apichatpong Weerasethakul : Lui-même